# Escrita mandombe

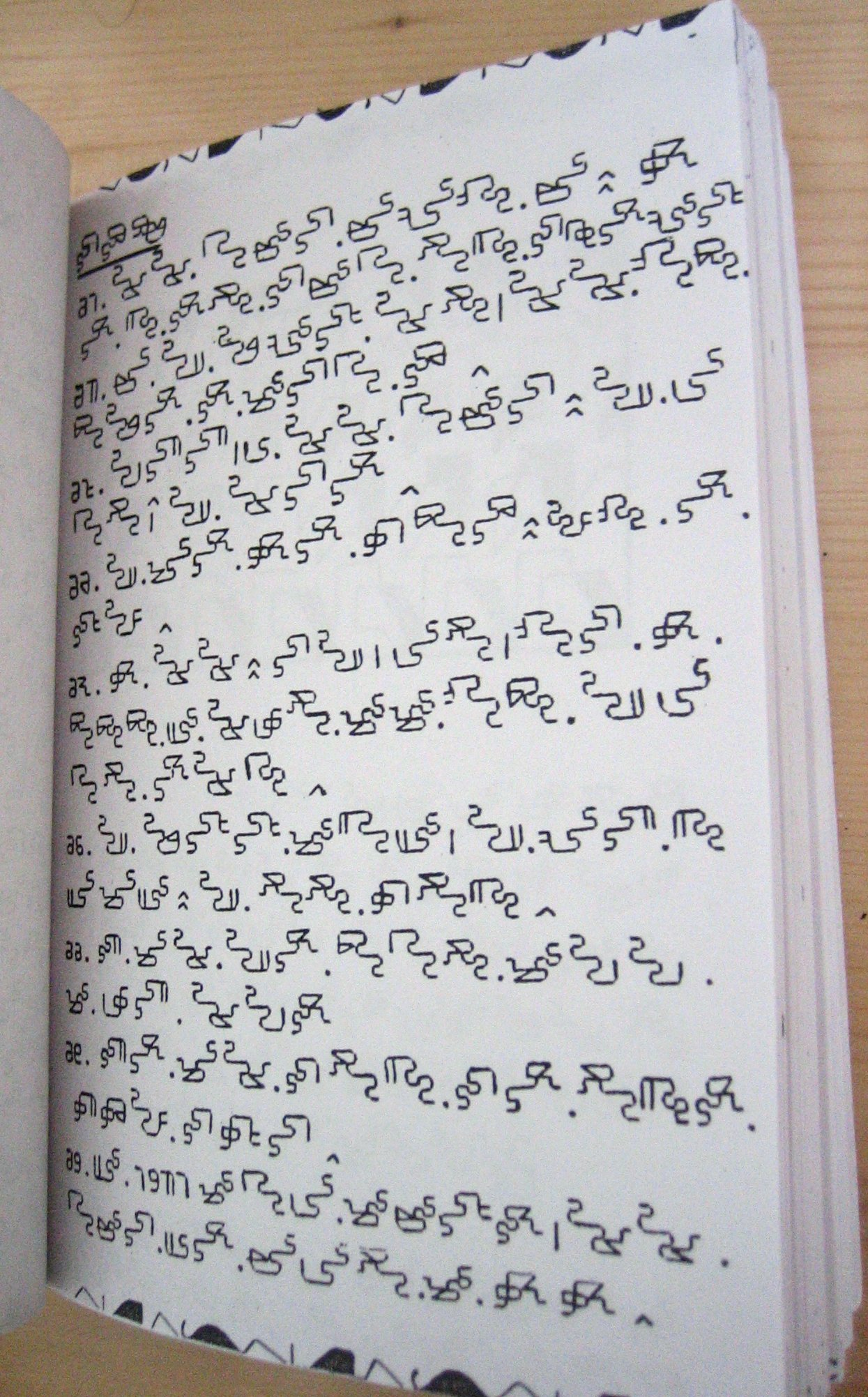
Livro Mandombe

Mandombe ou Mandombé é uma escrita proposta em 1978 na cidade de Mabanza-Angungu, província do Congo Central na República Democrática do Congo por Wabeladio Pay, que relatou ter tido uma revelação num sonho feita para ele por Simon Kimbangu, o profeta do Kimbanguismo. A escrita de baseia nas formas  e  e pode ser utilizado para transcrever o quituba (um crioulo da língua congo), lingala, luba e suaíli, as quatro línguas nacionais do Congo. É também promovida pelo Kimbanguista Centre de l’Écriture Négro-Africaine (CENA). A Academia da CENA está hoje trabalhando na transcrição de outras línguas africanas em Mandombe. E é considerada a terceira escrita nativa da África mais usada depois do silabário vai e do Alfabeto N'ko.
Foi feita uma proposta preliminar para incluir essa escrita na codificação ISO 10646/Unicode. Uma revisão foi escrita em fevereiro de 2016 por Andrij Rovenchak, Helma Pasch, Charles Rile e Nandefo Robert Wazi.

## Estrutura básica
O mandombe tem consoantes e vogais que são combinadas em blocos silábicos, algo como o que ocorre no Hangul, utilizado para escrever a língua coreana. Todas as letras são baseadas em um quadrado em forma S ou 5. As seis vogais distinguem-se por numerais adicionados à direita da forma-5 As consoantes são classificados em quatro "grupos", ou famílias, que se distinguem pela adição de um traço curto na forma-5 para três dos grupos e em quatro "famílias", ou orientações, que se distinguem pela reflexão e girando as formas das letras. As quatro famílias de consoantes estão ligados ao mesmo canto da vogal da sílaba, sendo refletida ou girada para corresponder à consoante, de modo que as consoantes ficam num canto diferente do bloco silábico dependendo da sua orientação. Ao contrário de taquigrafia Pitman, que também distingue consoantes por rotação, em Mandombe os grupos e as famílias não formam classes naturais. Há um quinto grupo só para consoantes fricativas e africadas feitas pela inversão de um dos quatro grupos básicos. Sequências de vogais e vogais nasais são criados com sinais diacríticos, pré-nasalizando as consoantes prefixando n ( básico da forma-5), e encontros consonantais por infixos (uma consoante) entre as duas partes da vogal (entre as formas-5 e traços adicionais).

### Vogais
As vogais Mandombe são compostas por duas partes: o formato básico 5 da escrita mais um numeral ou – no caso de ü  (/y/)—pela modificação da vogal básica u, a vogal 1 é i, vogal 2 u, vogal 3 e, vogal 4 o, vogal  5 a.
Uma vogal pode ser escrita individualmente e também formar uma sílaba por si própria. Numa sequência de vogais ou num ditongo, o diacrítico é usado na segunda vogal ou em parte da vogal. Assim, lio (2 sílabas) é escrito li mais o diacrítico para o, enquanto que mwa (1 sílaba) é escrito mais o diacrítico para a. Os diacríticos ficam ao final do último traço da vogal. No caso do diacrítico para u, as sequência que terminam em u são geralmente escritas com duas sílabas inteiras, sendo a segunda wu. Essa estratégia é aparentemente usada em outros casos em lugar de se usarem diacríticos.
| Alfabeto Latino | Mandombe | Composição | Diacrítico |
| --------------- | -------- | ---------- | ---------- |
| i               |          |            |            |
| u               |          |            | ?          |
| e               |          |            |            |
| o               |          |            |            |
| a               |          |            |            |

### Consoantes e suas famílias
Há quatro formas básicas de consoantes. Cada forma básica pode ser refletida na horizontal, vertical , ou ambos para representar uma consoante diferente; as quatro consoantes assim formados são considerados como sendo um grupo e consoantes refletidas da mesma forma são consideradas uma família. Essas consoantes são combinadas cas vogais que se refletem de forma semelhante para criar sílabas.
Família 1A consoante com a orientação básica é anexada ao canto inferior esquerdo da vogal
Família 2Uma consoante + vogal é refletida tanto horizontal como verticalmente (rotação 180°)
Família 3Ums consoante + vogal é refletida horizontalmente
Família 4Uma consoante + vogal é refletida verticalmente
Os diacríticos das vogais se refletem junto com a vogal principal
O uso de transformação geométrica também está presente nos Silabários aborígenes do Canadá, embora as consoantes Mandombe de um mesmo grupo não pareçam ter relações fonológicas entre si (exceto no grupo chamado mazita ma zindinga, cujas consoantes são todas africadas e fricativas.
| Consoante          | Família 1 | Família 2 | Família 3 | Família 4 |
| ------------------ | --------- | --------- | --------- | --------- |
| Grupo 1            | na        | va        | sa        | ta        |
| Grupo 2            | be        | de        | fe        | ge        |
| Grupo 3            | ko        | mo        | lo        | po        |
| Grupo 4            | wi        | ri        | zi        | yi        |
| Mazita ma zindinga | shu       | dju       | tshu      | ju        |

### Sílabas complexas
- A pré-nasalização das consoantes é indicada com uma variação na  (n) desconectada da vogal. Isso sempre se junta ao corpo da consoante, uma vez que alguns sinais podem ser lidos de mais de um modo.
- A nasalização da vogal é marcada por um diacrítico anexado: .
- Se  aparece entre duas partes separáveis de uma mesma vogal, isso implica num /r/ intermediário.

| Modificação                               | Mandombe | Alfabeto Latino |
| ----------------------------------------- | -------- | --------------- |
| Sequência de vogais                       |          | bie             |
| Ditongo/Semivogal                         |          | mwa             |
| Vogal nasal ou consoante final nasalizada |          | ken             |
| Consoante pré-nasalizada                  |          | mbu             |
| Grupo Consonantal                         |          | pro             |
| Grupo Consonantal                         | plo      |                 |

### Dígitos
O dígito 1 se parece com o mesmo número Hindu-Arábico e nessa forma se baseiam os números 2 a 5; 6 e 9 são versões “quadrada” dos nossos  6 e 9; 7 e 8 são reflexo de 6 a 9.
1 a 5 são também formas usadas para as vogais i u e o a, respectivamente.
| Dígito | Mandombe |
| ------ | -------- |
| 0      |          |
| 1      |          |
| 2      |          |
| 3      |          |
| 4      |          |
| 5      |          |
| 6      |          |
| 7      |          |
| 8      |          |
| 9      |          |

### Pontuação
A pontuação corresponde àquela do alfabeto latino. A vírgula tem a forma de uma linha curta, , o ponto final é um V invertido, , como o diacrítico para o. Dois pontos e ponto e vírgula são naturalmente combinações desses (dois pontos î, duplo ). O ponto de exclamação é um lambda, λ, e o de interrogação é um Y virado, ⅄.